# 北京城市副中心三大建筑
39°52′55″N 116°42′40″E / 39.882°N 116.711°E

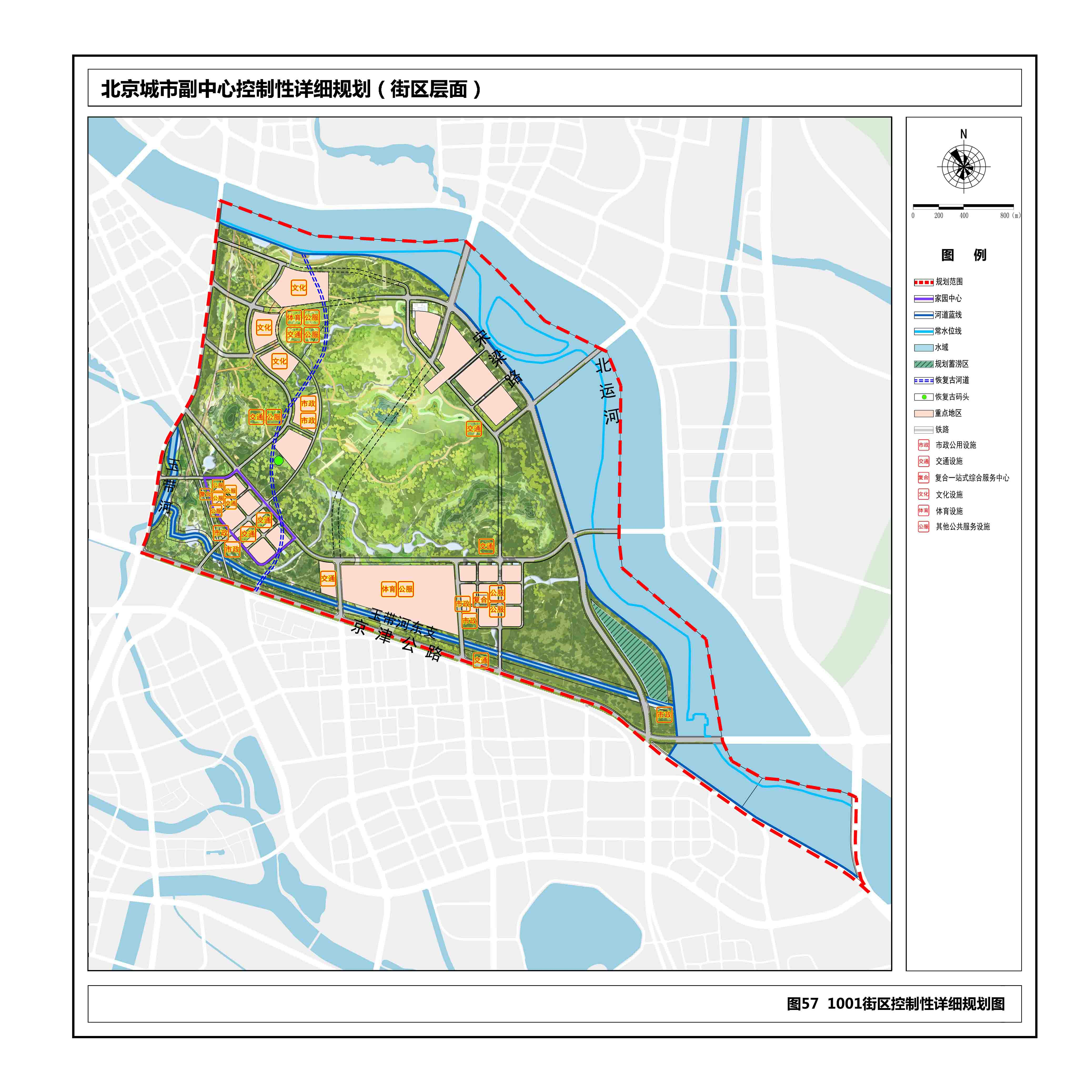
《北京城市副中心控制性详细规划（街区层面）（2016年—2035年）》 1001街区规划图则

北京城市副中心三大建筑位于北京市通州区城市绿心森林公园北侧，由北京艺术中心（北京城市副中心剧院）、北京城市图书馆（北京城市副中心图书馆）、北京大运河博物馆（首都博物馆东馆）组成。
三大建筑2019年10月底开建，2021年春节前已经冲出地面，2021年年底外立面亮相，2022年底完工，并交付市文化和旅游局、市文物局布展，2023年12月27日正式启用。
三大建筑拥有规模约30万平方米的共享配套设施，具有商业配套、餐饮服务、能源保障、文化创意、亲子娱乐、艺术培训、共享停车的功能，还有约4.9万平方米轨道交通预留工程，规划有M101和M104两条地铁线换乘站北京大剧院站。三大建筑与共享配套设施采用一体化设计，地上景观整体、连续，地上地下无缝衔接，观众可穿行。